# Adrian Ambrosie

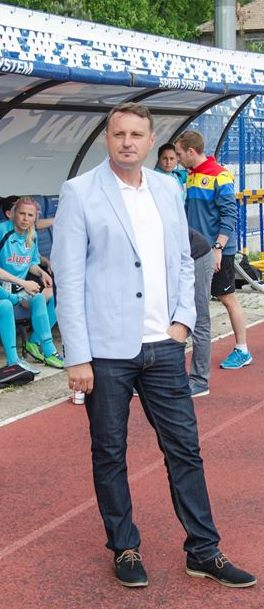

Adrian Ambrosie (n. 23 octombrie 1968, Iași) absolvent Universitatea Alexandru Ioan Cuza Iași, secția educație fizică și sportivă (1994)  și posesor Licență de antrenor UEFA A. 
Adrian Ambrosie a început cariera sportivă ca fotbalist la Politehnica Iași, în anul 1977, și s-a format sub bagheta unor antrenori emeriți precum Mișu Bârsan sau Dumitru Romila. Ambrosie a jucat ca atacant la Politehnica Iași în Liga 2 (antrenori Vasile Simionaș, Mițu Dănilă, Emil Lupulescu, Mihai Romila (II), ș.a) și Liga 1 (antrenori Leonida Antohi, Narcis Ciocârlan, Dumitru Anton). La meciul de Liga 1 FC Național-Politehnica Iași 2-3(1-1), Ambrosie a marcat 2 din cele 3 goluri victorioase, fiind desemnat jucătorul etapei (1995). Adrian Ambrosie a evoluat ca jucător profesionist până în anul 2000, când s-a retras din activitatea de performanță.
În perioada 1995-2004, Adrian Ambrosie a ocupat funcția de Director adjunct și Athletic director la Colegiul Richard Wurmbrand din Iași. Echipa de fotbal a Colegiului a câștigat de 2 ori Campionatul național de minifotbal al Liceelor private creștine (1998,1999) și de 4 ori Campionatul național al Liceelor private creștine, la volei fete.      
Adrian Ambrosie este membru fondator și președintele CS Navobi Charity Cup Iași (2006), ce are echipa de fotbal feminin Navobi Iași, care a participat în Campionatul Național, Liga 1, obținând “bronzul” competiției în sezonul 2015/2016.
În anul 2016 Navobi Iași a ocupat locul al 3 lea la Cupa Balcanică, competiție ce a avut loc la Alexandropoulis, Grecia. 
Cea mai mare performanță avută cu echipa Navobi, este locul al doilea în Liga 1 de fotbal feminin, sezonul 2016/2017 și calificarea în finala Cupei României sezonul 2016/2017.
În perioada 2014 - 2017 Adrian Ambrosie a fost și antrenorul principal la Naționala Under 17 de fotbal feminin a României, cu care a reușit performanța de a se califica și participa la Campionatul European, Turneul de Elita U17, Rusia, 2016.
În August 2010 Clubul Navobi Charity Cup a fuzionat cu Tricolorul Breaza rezultând Asociația Clubul Sportiv Municipal Universitar Politehnica Iași, echipă ce în sezonul 2010/2011 a evoluat în Liga 2.  În 2012, CSMS Politehnica lași a promovat  pe prima scenă a țării. Ambrosie este membru fondator și membru în Consiliul Director al CSM Politehnica Iași. La finalul sezonului 2016/2017, echipa Politehnica Iași a jucat în preliminariile UEFA League. 
În 2017, Adrian Ambrosie este numit în funcția de președinte executiv al CSM Politehnica Iași, funcție ce a ocupat-o cu succes până în 2020. 
În sezonul 2017/2018, echipa manageriată de Adrian Ambrosie și antrenată de stafful Flavius Stoican (A1), Eugen Trică(A2), Denis Zmeu (PF), a atins cea mai înaltă performanță sportivă, calificându-se în play-offul Ligii 1. 
Din 2021 Adrian Ambrosie locuiește în Statele Unite ale Americii, unde este membrul fondator al unei academii de fotbal, International Futbol Academy, Kentucky.  
Este căsătorit din 1991 cu Mihaela și împreună au doi copii: Robert Emanuel (n. 1993) și Elissa Ana Maria (n. 1995).